# Mielniki Mostyskie
Mielniki Mostyskie (ukr. Мельники-Мостище) – wieś na Ukrainie w rejonie koszyrskim obwodu wołyńskiego.

## Historia
Pod koniec XIX w. wieś w gminie Chocieszów, w powiecie kowelskim.